# Золотые ворота (Иерусалим)
Золотые ворота (ивр. שער הרחמים, Sha'ar HaRachamim; араб. باب الرحمة) — единственные восточные ворота Храмовой горы и одни из всего двух, которые когда-то обеспечивали доступ в город с этого направления. Расположены в северной трети восточной стены Храмовой горы. Входят в число нескольких запечатанных ворот в стенах Старого города Иерусалима, наряду с Воротами Хульды и маленькой калиткой, относящейся к библейской эпохе и периоду крестоносцев, которая расположена несколькими этажами выше поверхности земли на южной стороне восточной стены.
Золотые ворота заложены со времён средневековья, во исполнение пророчества (Езекиель 44:1-3). Дата их сооружения оспаривается, а в зоне ворот не разрешены никакие археологические работы; тем не менее, указываются две датировки, между которыми разделились существующие точки зрения: поздний византийский либо ранний омейядский периоды. В еврейских источниках восточные ворота храмовой территории называются Шушанскими воротами. Если Золотые ворота действительно соответствуют местоположению Шушанских ворот, — что является лишь предположением, — тогда это означало бы, что они являются старейшими среди существующих ворот в стенах Старого города.

## Название
Название Золотые ворота используется в христианской литературе. Ивритским названием Золотых ворот является Шаар ха-Рахамим (ивр. שער הרחמים‎), Ворота милосердия. В арабском языке они известны под названием Баб аль-Дхахаби, — которое также пишется «Баб аль-Захаби», — означающим «Золотые ворота»; ещё одним арабским названием является Ворота Вечной жизни. Кроме того, у мусульман каждая из двух дверей двойных ворот имеет своё собственное название: южная дверь — Баб аль-Рахма, «Ворота Милосердия», а северная — Баб аль-Таубах, «Ворота Покаяния».

## История

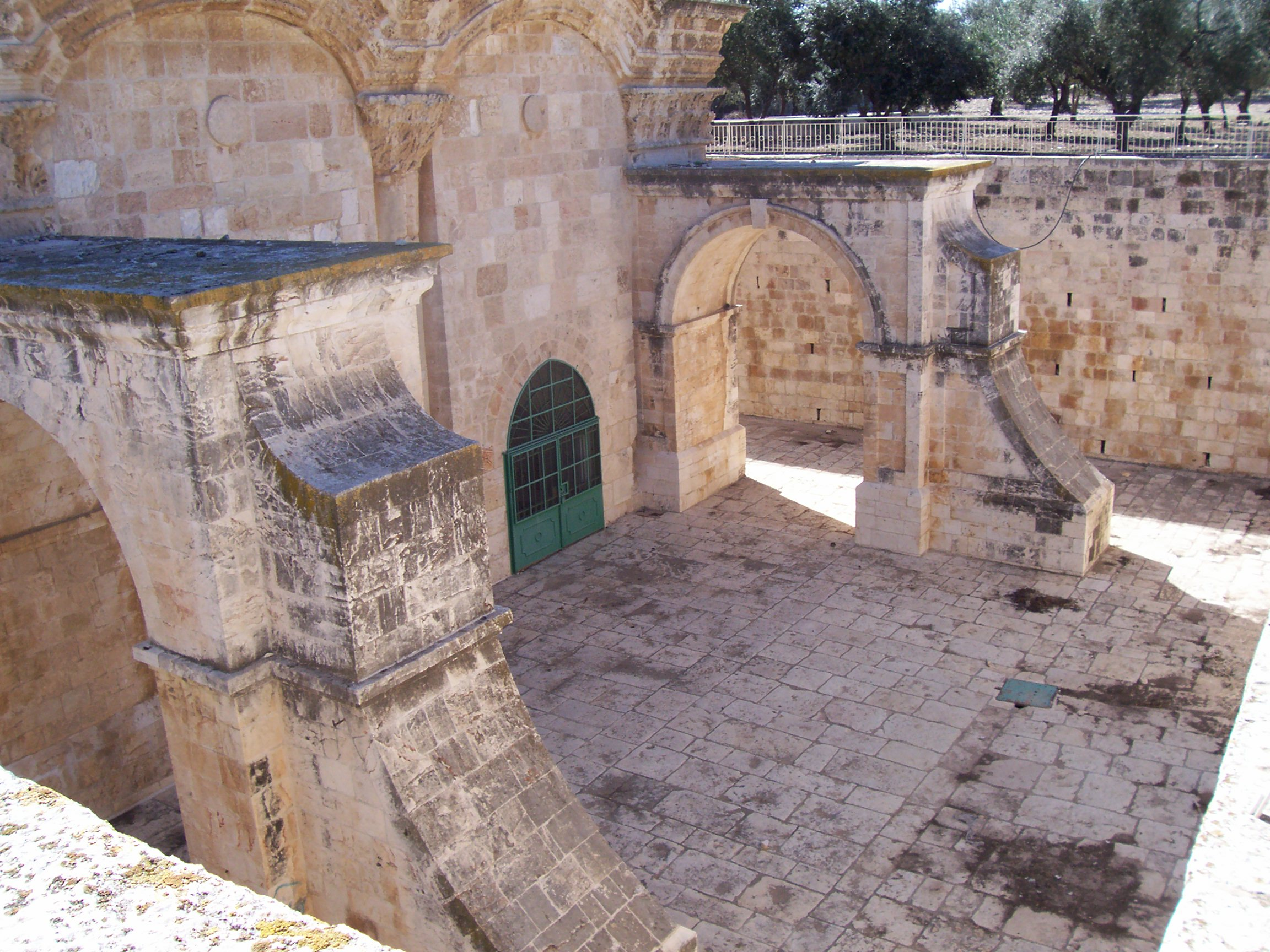
Вид на Золотые ворота с территории Храмовой горы

Нынешние ворота были построены, вероятно, в 520-х годах н. э., — поверх обнаруженных рядом руин существенно более древних ворот периода Второго Храма, — и являлись составляющей строительной программы Юстиниана I в Иерусалиме. Альтернативная теория утверждает, что они были построены в конце VII века византийскими мастерами, нанятыми омейядскими халифами.
Закрытые мусульманами в 810 году и вновь открытые в 1102 году крестоносцами, они были запечатаны Саладином после того, как в 1187 году он вновь овладел Иерусалимом. Османский султан Сулейман Великолепный восстановил их вместе с городскими стенами, однако в 1541 году замуровал, и они остаются в этом состоянии до сего дня.
Османские турки превратили заложенные ворота в смотровую башню. Сводчатый зал на уровне первого этажа разделён четырьмя колоннами на два прохода, которые ведут к Дверям Милосердия — Баб аль-Рахма — и Дверям Покаяния, Баб аль-Таубах; комната верхнего этажа имеет два крытых купола в качестве  потолка.

## В иудаизме
Согласно еврейской традиции, это — ворота, через которые в Иерусалим войдёт Помазанник (Мессия). Шехина (שכינה) (Божественное присутствие) когда-то являлась через восточные ворота — и явится вновь, когда придёт Помазанник и новые ворота заменят нынешние. Книга пророка Иезекииля (44:1-3) указывает: «И сказал Господь: ворота эти будут затворены, не отворятся, и никакой человек не войдет ими. Ибо Господь, Бог Израилев, вошел ими, и они будут затворены». Это может быть причиной тому, что в эпоху средневековья евреи обычно молились о милосердии у прежних ворот, находившихся на этом месте. Другая возможная причина состоит в том, что в период крестоносцев, когда была впервые документирована эта традиция, евреям не разрешалось входить в город, где расположена Западная Стена. Отсюда название «Ворота Милосердия».
Хотя решение запечатать ворота могло быть принято Сулейманом Великолепным по чисто оборонительным причинам, предполагается, что Сулейман заложил их, дабы воспрепятствовать входу Мессии. Османы также расположили перед воротами кладбище, полагая, что предшественник Помазанника, Элиягу, не сможет пройти через Золотые ворота, и таким образом Помазанник не явится. Это верование основывалось на двух предпосылках. Первая заключается в том, что, согласно исламскому учению, Элиягу является потомком Аарона, что делает его священником, или коэном. Вторая — в том, что кладбище считается в иудаизме нечистым местом, и еврейскому коэну не разрешается входить на него. Эта вторая предпосылка не вполне правильна, поскольку коэну разрешено входить на кладбище, на котором могут быть похоронены как евреи, так и не-евреи, как на кладбище перед Золотыми воротами, в случае соблюдения определённых законов (Галаха), связанных с чистотой.

## В христианской культуре

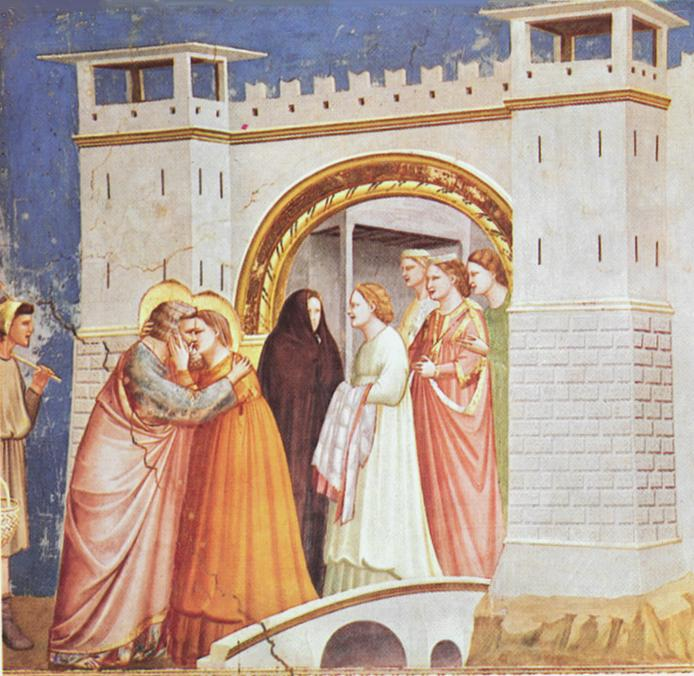
Джотто ди Бондоне, Легенда о Св. Иоахиме. Встреча у Золотых ворот, 1305 год — раннее изображение этой сцены.

В христианских текстах сказано, что Иисус прошёл этими воротами в Пальмовое воскресенье — что облекает их ещё и христианской мессианской значимостью. Иногда Золотые ворота отождествляются с Прекрасными воротами, упомянутыми в Деяниях 3.
В апокрифических христианских текстах ворота являются местом встречи родителей Марии (после того, как Иоакиму после усердной молитвы в пустыне о даровании ребёнка Ангел возвестил, что вскоре его жена Анна, находящаяся в летах преклонных, родит дочь), так что они стали символом непорочного зачатия Иисуса, а встреча Иоакима и Анны у Золотых ворот стала стандартной темой легенд, описывающих жизнь Девы. Чтя еврейскую традицию (см. выше) и будучи вдохновлены этими апокрифическими повествованиями о жизни Девы Марии, средневековые христианские художники изображали взаимоотношения между кровным, по материнской линии, дедом и бабкой Иисуса — Иоакимом и Анной встречи у Золотых ворот. Семья стала олицетворением христианского идеала целомудренности супружеских отношений в браке. Благочестивая традиция переноса женихом своей невесты через порог их супружеского дома может быть основана на традиционном символизме Золотых ворот, как он воспринимается верующими.
Эта метафора также широко представлена в субъективистской феноменологии Папы Иоанна Павла II — его Теология тела и собрание размышлений на эту тему Crossing the Threshold of Hope были написаны для воодушевления верующих римско-католической церкви в их столкновении с вызовами материализма и нарастающего антиклерикализма, и опубликованы на пороге нового тысячелетия в 1998 году. Порог между царствами земным и небесным, символизируемый Золотыми воротами, олицетворяет Мистическое Тело Церкви, часто представляемой в качестве Христовой невесты.
Напротив Золотых ворот на Масличной горе находятся Гефсиманский сад с Церковью Всех Наций, а выше — русский православный монастырь св. Марии Магдалины.

### Комментарии
1. ↑  Территория восточной части Иерусалима контролируется Израилем в результате аннексии, которая не признана большинством стран международного сообщества. Статус восточной части Иерусалима является одной из проблем израильско-палестинского конфликта. См. статьи Политический статус Иерусалима и Восточный Иерусалим.
 В перечень Объектов всемирного наследия ЮНЕСКО Старый город внесён без указания Израиля или палестинского государства, как государственного представителя, в отдельный раздел «Иерусалим», с пометкой об Иордании как стране, инициировавшей внесение объекта в перечень[1].